# 徳永晴美
徳永 晴美（とくなが はるみ、1947年 - 2022年8月1日）は、ロシア語通訳者で、元上智大学外国語学部教授である。朝日新聞客員。横浜ロシア語センター講師。男性。

## 人物
1947年北九州市出身。1965年に福岡県立戸畑高等学校を卒業後モスクワに留学、1965年ルムンバ大学予科入学、1966年同大歴史・文学部入学(ロシア文学専攻)。
1970年6月、ソ連国内大学対象ロシア語国家試験A合格。ソビエト連邦モスクワ・ルムンバ大学を修士号（MA）取得卒業。1970年に帰国後、同年9月よりソ連の新聞『トルード』（露: Труд）東京支局長補佐ととなる。1975年より1978年7月まで同支局顧問。1978年夏期，モスクワ大学のロシア語教授法研究コースに短期留学。1978年8月から1980年5月まで、フリーの日露会議同時通訳者として活動。
1980年5月から1987年3月まで、ノーボスチ通信社東京支局に勤務。1987年4月から1990年9月まで、フリーの同時通訳者として活動。NHK教育テレビ『ロシア語講座』には1975年度よりスキット出演、1983年から1992年まで講師を務める。この間、1980年8月創設の日本ロシア語通訳協会の初代会長に就任、「弟子」の米原万里が初代事務局長。1988年から1990年まで、通訳ガイド国家試験・ロシア語試験委員会主任を務める。
ゴルバチョフ・ソ連大統領、エリツィン・初代ロシア大統領、ノーベル賞受賞者サハロフ博士など多くの要人通訳を担当。
1990年10月，朝日新聞東京本社外報部次長職記者として入社、1992年5月から1995年9月末まで朝日新聞モスクワ支局次長。ボスニア、ナゴルノ・カラバフ、チェチェンなど旧ソ連圏の戦場ルポを執筆。帰国後2002年3月まで、朝日新聞東京本社の総合研究センター主任研究員。
2002年4月から2012年3月まで上智大学外国語学部ロシア語学科教授。2002年4月から8月まで在日ロシア大使館・日露通訳特別研修コース（日本人初の）主任講師。2012年5月から2014年12月まで日本国外務省研修所講師（非常勤）を務める。2018年10月から2019年3月までNHKラジオ「まいにちロシア語　応用編」講師。
2020年6月、米原万里とともに日本会議通訳者協会（JACI）特別功労賞受賞。
2022年8月1日、肝臓癌のため死去（享年75)。

## 著書
- 『ロシア語通訳コミュニケーション教本―会話からスピーチ・交渉へ』2001年5月　ナウカ
- 『ロシア・CIS南部の動乱―岐路に立つプーチン政権の試練』2003年3月　清水弘文堂書房
- 『実務のロシア語Ⅰ・Ⅱ』(アーバンプロ出版、2014)

### 監修・共著
- 『ロシア語通訳読本』（宇多文雄共著・日本放送出版協会、1978）
- 『ロシア語版　日本案内』（菊次厚子共総監修・ロシア語通訳協会、1999）
- 『ロシア語会話とっさのひとこと』（総監修・DHC出版、2003）
- 『日常ロシア語会話ネイティブ表現』(監修・語研、2015)